# Solar dels Távora
El Solar dels Távora és un solar construït a la fi del segle xv o primeria del s. XVI, a la freguesia de Souro Pires, municipi de Pinhel; està classificat com a Immoble d'interés públic pel Dec. núm. 32 973, DG 175 de 18 d'agost del 1943.
Aquest imposant i notable edifici es considera el més representatiu de les cases nobles del districte de Guarda, i és una de les poques cases pairals que resta de la família.

## Història
La família Távora està unida a la història del poble de Souro Pires des del seu inici, i se li atribueix la fundació de la vila a Soeiro Peres de Távora. L'edificació del solar de la família es feu a finals del segle xv, i es perllongà als primers anys del s. XVI.
Les cases nobles edificades a la primeria del segle xv replegaven tres grans influències, l'arquitectura popular tradicional portuguesa, l'arquitectura militar medieval i l'arquitectura erudita del Renaixement. L'arquitectura tradicional permeté l'adaptació de la simplicitat de la divisió de l'espai. L'arquitectura militar medieval dugué a les cases pairals la torre, com a element simultàniament de defensa i d'habitació, i amb els avanços de la pirobalística del segle XVI va perdre les funcions inicials i es feu símbol de prestigi, llinatge noble i poder de la família propietària. I els elements de l'arquitectura erudita del Renaixement arriben per diversos enginyers militars que, a partir del s. XVII, apliquen a l'arquitectura civil la teoria arquitectònica més erudita, divulgada sobretot pels escrits de Sebastiano Serlio i Andrea Palladio. Malgrat de la seua ruïna parcial, el Solar dels Távora presenta una estructura híbrida, que conjuga les línies militars medievals amb elements decoratius que mostren un gust clàssic, com ara les finestres disposades a les diverses façanes.

## Descripció
El solar té planta rectangular, amb façanes disposades simètricament, i el conjunt integra una capella autònoma, de planta quadrada. La façana principal la delimiten dues torres. El cos central conté en el primer registre una esquerda rectangular i en el segon, una finestra quadrangular amb paravent de marbre, amb capitell decorat amb motius vegetals, i la llinda amb motius fitomòrfics. La torre situada a la dreta té en el primer registre el portal principal del solar, amb arc de volta perfecta sense decoració. En el segon registre es destaca una finestra d'angle de llinda recta i paravent d'eix nervat.
Les façanes laterals tenen dos cossos, un que correspon a la torre i l'altre a dependències de la casa. Els de les torres són dividits en tres registres, els altres en dos. Tots tenen finestres de motllura rectangular, algunes amb paravent semblant al de la façana principal. A l'alçat lateral esquerre, hi ha un portal d'accés al pati intern de la casa, i l'edifici de la capella. Amb invocació a Nossa Senhora da Esperança, el temple del solar té planta quadrada i portal d'arc ple, sense decoració, i dins ha estat despullat de tots els elements decoratius.
L'interior del solar es troba molt degradat. Dividit en tres pisos, té al centre un atri amb escales, tres compartiments i paviment de lloses. El segon pis no té paviment ni cobertura, i en resten vestigis de l'existència de sis compartiments. El pis superior ha perdut el terra i la major part de la cobertura.
Les torres del solar tenien com a funció primitiva ser un element de defensa i d'habitació, i més tard foren un senyal del poder de la família propietària del solar.